# Emanuel Zahradníček
Emanuel Adolf Zahradníček (19. prosince 1908, Adamov – 14. dubna 1933, Přerov) byl český student a první oběť fašismu v Československu.

## Životopis
Emanuel Zahradníček byl synem strojníka v cukrovaru Emanuela Zahradníčka a Aloisie Zahradníčkové, rozené Dvořákové. Měl dva mladší sourozence, bratra Adolfa a sestru Marii. Emanuel Zahradníček starší byl členem sociálně demokratické strany.
Emanuel Zahradníček mladší vystudoval přerovské gymnázium, byl činný v sociálně demokratické mládeži a cvičil v Dělnické tělovýchovné jednotě. Měl rád hudbu, hrál na housle a jeho zálibou byla i astronomie. Roku 1929 odmaturoval a začal studovat na přírodovědecké a filozofické fakultě Univerzity Karlovy. I zde byl velmi aktivní, angažoval se např. v kolejní samosprávě či fakultním spolku. Byl členem přípravného výboru Jednoty nemajetného a pokrokového studentstva, založené v březnu 1932.

## Úmrtí
V rámci tzv. Týdne fašistické mládeže se ve společenském sále na Slovanském ostrově v Praze konala schůze českých fašistů (Národní ligy). Emanuel Zahradníček se schůze zúčastnil s dalšími levicovými studenty z řad Jednoty nemajetných a pokrokových studentů. Chtěli s fašisty diskutovat, fašisté je však začali bít. Střet sice podle pamětníků fašisté prohráli, avšak Zahradníček byl těžce zraněn do hlavy následkem úderu židlí a musel být odvezen na kliniku v Praze. Po pár dnech odjel Zahradníček do domácího ošetřování k rodičům do Přerova, kde se jeho stav prudce zhoršil. Dne 12. dubna 1933 následoval převoz Zahradníčka do Městské nemocnice v Přerově, kde o dva dny později zemřel. V lékařské zprávě je uvedeno:
„Byl udeřen tupým předmětem do temene hlavy, přičemž mu byla proražena lebka a způsoben krevní výron spánkový, po němž následoval hnisavý zánět mozkových blan. Kromě toho byl zjištěn chronický zánět levého středního ucha. Zevní znaky poranění byly velmi nepatrné, ale rána musela být vedena přímo a s takovou prudkostí, že prorazila lebku na 15 mm hluboko. Zranění toto bylo samo o sobě smrtelné, smrt urychlily dříve zmíněné komplikace…“
Dva dny po Zahradníčkově úmrtí se uskutečnil jeho pohřeb, kterého se zúčastnilo okolo 3 000 osob. Stal se manifestací přerovské mládeže proti nastupujícímu fašismu. Pohřeb vypravila sociálně demokratická strana a zúčastnily se delegace komunistické strany a národně socialistické strany.

## V kultuře
V den Zahradníčkova pohřbu vyšla v regionálních novinách báseň Umírající od Oldřicha Mikuláška. V květnu 1933 byla v časopise Útok publikována báseň Jaroslava Seiferta nazvaná Smrt na jaře.
„...A jaro, jaro ještě ve tmě spící,

za luny se probudilo v ráz
– V tom rozlétlo se z okna v nemocnici
a jeden z nás
hoch, spíš ještě dítě bledolící
na jednom z lůžek zhas’
smrt strašlivá, smrt čekající

svůj našla čas!“
Jaroslav Seifert, časopis Útok (květen 1933)